# Finanzen
Finanzen (Plural vom Wort Finanz, das nur als Konfix verwendet wird; englisch wie französisch finances) ist allgemein der Sammelbegriff für das Finanzwesen und die Finanzwirtschaft, speziell sind damit öffentliche Finanzen (Staatsfinanzen, Kommunalfinanzen) gemeint. Umgangssprachlich sind hierunter die Geldmittel und die Bonität von Wirtschaftssubjekten (Privathaushalte, Unternehmen, Staat, Ausland) zu verstehen.

## Etymologie
„Finantien“ erschien in einem deutschen Text erstmals 1341 in Köln bei dem altdeutschen Misstrauen gegen jede Art moderner Kapitalnutzung als „Geldgeschäft im üblen Sinn oder Wucher“. Das Kölner Stadtbuch schrieb im Originaltext „Döt ist die morgensprache von woichger und finantien“. Um 1549 galt der „Finanzer“ als Wucher oder listiger Betrüger. Der Lexikograf Georg Henisch beschrieb im Jahre 1616 „Finantz“ als lateinisch pecunia publica, summa rei quaestoriae, also „öffentliche Gelder, die Hauptsache der Quästoren“. In der Bedeutung als Wucher blieb es als „Finanz“ bis ins 18. Jahrhundert erhalten. Erfolgten Zahlungen an die Staatskasse, war von „finantia“ die Rede und nahm die Bedeutung als „Staatseinkünfte, Geldwesen des Staats“ an. Im Jahre 1695 definierte Kaspar von Stieler sie als „Steuern, Einkommen einer königlichen und fürstlichen Kammer“. Die frühen Begriffe lassen sich auf lateinisch finare („eine festgesetzte Abgabe bezahlen“) und lateinisch finis („Ende“) zurückführen.
Der Historiker Dietrich Hermann Hegewisch definierte Finanzen 1804 wie folgt: „Im engeren Sinn versteht man darunter … die Mittel, die ein Staat verwendet, sich Einkünfte zu verschaffen, die Verwendung, die er von diesen Einkünften macht und die Methode und Ordnung, die er im Hinblick auf beide betrachtet“ (in die heutige deutsche Sprache übersetzt). Im weiteren Sinne fasste er auch das Geld- und Münzwesen unter die Finanzen. In seiner Untersuchung über die römischen Finanzen gelangte er zu der Erkenntnis, dass die Finanzen auf Roms Verfassung und Gemeinwohl großen Einfluss hatten. Er hielt Finanzen dann für ordnungsgemäß, wenn Einkünfte einer Zweckbindung unterliegen. Für Joseph Schumpeter waren 1918 die historisch sich abwechselnden Krisen der Finanzen „einer der besten Angriffspunkte der Untersuchung des sozialen Getriebes, besonders, aber nicht ausschließlich, des politischen“. In der sozialistischen DDR-Propaganda gab es bei kapitalistischen Finanzen eine „Verknüpfung von Überproduktion (besonders Überakkumulation), Massenarbeitslosigkeit und Inflation, verbunden mit akuten Defiziten der Staatsfinanzen, starken Zahlungsbilanzungleichgewichten und schwerwiegenden Erschütterungen des nach dem Zweiten Weltkrieg geschaffenen internationalen kapitalistischen Währungssystems“. Dabei wurde von den systemischen Problemen des Sozialismus abgelenkt, die ein Jahrzehnt später zu seinem Niedergang geführt haben. In den heutigen Massenmedien gibt es häufig die Rubrik „Finanzen“, worin Wirtschaftsnachrichten präsentiert werden.

## Arten

### Private Finanzplanung
Private Finanzplanung bezeichnet die Planung von Geldausgaben und Sparen von Privathaushalten unter Berücksichtigung der Möglichkeit zukünftiger Risiken. Private Finanzplanung beinhaltet Ausgaben für Bildung, die Finanzierung von langlebigen Gütern wie Immobilien und Kraftfahrzeugen, den Abschluss von Versicherungen wie beispielsweise Kranken- und Sachversicherung, Investitionen und Sparen für den Ruhestand. Persönliche Finanzen können auch den Schuldendienst für einen Kredit oder die Aufnahme von Schulden beinhalten. Die wichtigsten ökonomischen Größen sind Einkommen, Ausgaben, Ersparnisbildung, Investieren. Das Financial Planning Standards Board hebt folgende Punkte für eine sichere private Finanzplanung hervor:
- Abschluss von Versicherungsverträgen zum Schutz vor unvorhergesehenen Ereignissen,
- Verständnis der Auswirkungen der Steuerpolitik auf die persönlichen Finanzen,
- Verständnis der Auswirkungen der Verschuldung auf die individuelle Finanzlage,
- Entwicklung eines Sparplans zur Finanzierung großer Investitionen (Auto, Bildung, Immobilien),
- Planung einer sicheren finanziellen Zukunft in einem Umfeld wirtschaftlicher Instabilität,
- Nachvollziehung eines Sparkontos,
- Vorbereitung auf den Ruhestand / Planung langfristiger Ausgaben.

Für diese Kriterien ist eine fundierte finanzielle Allgemeinbildung erforderlich.

### Unternehmensfinanzierung
Die Unternehmensfinanzierung befasst sich mit den Finanzierungsquellen und der Kapitalstruktur von Unternehmen. Dazu gehören auch Maßnahmen, die Manager ergreifen, um den Wert des Unternehmens für die Eigentümer zu steigern sowie den Instrumenten und Analysen, die zur Allokation von Finanzmitteln verwendet werden. Das kurzfristige Finanzmanagement wird häufig als „Working Capital Management“ bezeichnet und bezieht sich auf das Cash-, Inventar- und Schuldenmanagement. Langfristig beinhaltet die Unternehmensfinanzierung im Allgemeinen das Abwägen von Risiko und Rentabilität. Dies geschieht mit dem Ziel, das Vermögen eines Unternehmens, den Netto-Cashflow und den Wert seiner Aktien zu maximieren. Man unterscheidet drei Hauptbereiche der Kapitalallokation:
- Kapitalbudgetierung: Auswahl der Projekte, in die investiert werden soll,
- Dividendenpolitik: Verwendung von „überschüssigem“ Kapital,
- Kapitalbeschaffung: Welche Finanzierung (Eigen- oder Fremdfinanzierung) soll verwendet werden.

Letzteres stellt die Verbindung zu Investmentbanken und zum Wertpapierhandel her, wobei man allgemein zwischen Unternehmensanleihen (Fremdkapital) und Aktien (Eigenkapital) unterscheidet.

### Öffentliche Finanzen
Mit Öffentlichen Finanzen werden sämtliche ökonomischen Aktivitäten eines Staates und seiner staatlichen Untergliederungen bezeichnet, die zu Einnahmen und Ausgaben führen. Es umfasst normalerweise eine langfristige strategische Perspektive in Bezug auf Investitionsentscheidungen, die öffentliche Einrichtungen betreffen. Diese langfristigen strategischen Perioden umfassen normalerweise fünf oder mehr Jahre. Die öffentlichen Finanzen befassen sich hauptsächlich mit:
- Ermittlung der erforderlichen Ausgaben einer Einrichtung des öffentlichen Sektors,
- Einnahmequellen (Steuern, Abgaben, Gebühren),
- Haushalts- und Budgetplanung,
- Emission von Anleihen (Staats-, Landes-, Kommunalanleihen und Kommunalobligationen) für öffentliche Projekte.

Zentralbanken wie die Europäische Zentralbank oder das Federal Reserve System in den USA sind wesentliche Akteure im Bereich der öffentlichen Finanzen, fungieren als Kreditgeber letzter Instanz und weisen einen großen Einfluss auf die Zins- und Kreditbedingungen in der Wirtschaft auf.